# کوو آبهای
کوو آبهای (لائو: ກຸ ອະໄພ؛ ۷ دسامبر ۱۸۹۲ – ۱ آوریل ۱۹۶۴) سیاستمدار اهل لائوس بود. وی از ۷ ژانویه ۱۹۶۰ تا ۳ ژوئن ۱۹۶۰ نخست‌وزیر این کشور بود.
کوو آبهای در ۱ آوریل ۱۹۶۴، در سن ۷۱ سالگی درگذشت.